# Corbie
Corbie település Franciaországban, Somme megyében. Lakosainak száma 6080 fő (2022. január 1.). Corbie Bonnay, Aubigny, Fouilloy, Daours, Hamelet, Heilly, Lahoussoye, Méricourt-l’Abbé, Pont-Noyelles, Vaire-sous-Corbie és Vaux-sur-Somme községekkel határos.

## Népesség
A település népességének változása:
| Lakosok száma | 6363 | 6293 | 6369 | 6283 | 6307 | 6292 | 6276 | 6177 | 6080 |
|               | 2013 | 2015 | 2016 | 2017 | 2018 | 2019 | 2020 | 2021 | 2022 |